# 三次元細胞培養
三次元細胞培養（さんじげんさいぼうばいよう、英: 3D cell culture）とは、人工的に作製された環境で、細胞をその周囲の環境と3次元的に相互作用させながら培養させる手法である。 二次元環境（例えばペトリ皿）とは異なり、三次元細胞培養では、in vivoでの細胞と同様に、in vitroで細胞をあらゆる方向に増殖させることが可能である。これらの三次元培養は、通常、バイオリアクターで細胞を成長させ、スフェロイドといわれる三次元的な細胞のコロニーに成長させることができる。バイオリアクターあたり約300個のスフェロイドが通常培養される。

## 背景
1980年代にMina Bissellが、正確なin vitro培養モデルを作成するための3D技術の重要性を示し、三次元細胞培養の研究がはじまった。その研究では、細胞外マトリックスの重要性に焦点が当てられ、健常およびがん性の乳房組織モデルにおける腺房構造などの多細胞構造が生成された。これらの技術は、医薬品化合物に対する細胞応答を評価するためにin vitroで使用される疾患のモデルとして応用されている。

## 特性
生きている組織では、細胞-細胞の相互作用、細胞-細胞外マトリックスの相互作用、栄養素の輸送、細胞自身の移動などをともなう複雑な3次元微小環境に、細胞が存在する。標準的な培養は、培養皿などで、層状に細胞が培養されるが、それはこういった複雑な環境を正確には表しておらず、in vivoでの薬物の有効性および毒性の予測を妨げる要因となる。三次元的な細胞のコロニーである、「スフェロイド」は、細胞間の相互作用と、細胞外マトリックスが発達しており、より生体内の組織に近い。これらのマトリックスは、細胞が生体組織内で動くように、スフェロイド内で細胞が動く足場となる。したがって、スフェロイドは、細胞移動、分化、生存、および増殖のための改良された培養のモデルであるといえる。さらに、二次元の培養では、細胞は部分的にしか分極しないが、三次元細胞培養では、細胞の分極がより正確になる。三次元で増殖した細胞は、二次元で増殖した細胞とは異なる遺伝子発現を示す。
三次元的な細胞増殖では、より多くの接触空間があるため、細胞に機械的な刺激を与えたり細胞どうしの接着が増え、それがインテグリン結合、細胞収縮、細胞間シグナル伝達につながる。正常な溶質の拡散と、成長因子や酵素などへの結合も三次元的な細胞マトリックスに依存しているため、組織のスケールでの溶質の濃度勾配を再現するためにも、三次元的な培養は重要である。
薬物の毒性スクリーニングのためにも有用である。三次元スフェロイドの遺伝子発現は、生体内での遺伝子発現により似ているので、二次元よりも三次元で培養した細胞で、遺伝子発現の試験をする方が有用である。また、三次元細胞培養は、二次元の細胞培養よりも高い安定性をもち、細胞の寿命が長いという特徴をもつ。三次元培養が、長期間の研究や、薬物の長期間の効果を調べるために、より適していることを意味する。二次元培養では、正常な細胞増殖を続けさせるのに充分な栄養素を与えるために、ペトリ皿など培養を行っている場所から細胞をトリプシン処理で剥がして、細胞を含んだ懸濁液の状態にし、これを適切な濃度に薄めて別な培養皿に移すという操作、いわゆる、継代培養をしないといけない。これに対して、三次元環境下ではその操作なしに培養することができる。三次元スフェロイドは、実験的環境下で最大302日間培養され、がん化せずに成長を維持した。

## 方法
現在、三次元細胞培養で利用できる市販の多数の培養ツールが存在する。一般に、三次元培養の手法は、1）足場の技術と2）足場フリーの技術の、2種類に分類することができる。

## 三次元培養の手法の分類
一般に、三次元培養法には、足場の技術と足場を用いない技術の2種類がある。

### 足場技術
足場の技術は、固体足場として、ハイドロゲルなどの材料が使用される。

#### ハイドロゲル
細胞外マトリックス（ECM）は細胞の生存、増殖、分化、移動に重要なはたらきをする。天然の細胞外マトリックスの構造を模倣するいろいろなハイドロゲルマトリックスは、in vivoを模倣した細胞培養に適していると考えられる。ハイドロゲルの構造には、高い保水性を有する相互につながった細い孔があり、それにより栄養素、ガスなどが効率よく拡散される。天然材料や合成材料由来の数種の異なるタイプのハイドロゲルが三次元細胞培養に利用可能であり、例えば、動物細胞外マトリックス抽出ハイドロゲル、タンパク質ハイドロゲル、ペプチドハイドロゲル、ポリマーハイドロゲル、および木質ナノセルロースハイドロゲルなどが含まれる。

### 足場フリーの技術
足場フリーの技術は、足場を使用することとは独立した別のアプローチを採用する。足場フリーの方法には、例えば、ドロッププレート、マイクロパターン化表面、および回転バイオリアクターの使用、磁気浮上、および磁気3Dバイオプリンティングが挙げられ、ほかにもいろいろな技術が開発されつつある。

#### バイオリアクター
三次元細胞培養に使用されるバイオリアクターは、三次元で細胞を増殖させる目的で特別に設計された小さなプラスチックの円筒形のチャンバーである。バイオリアクターは、ポリエチレンテレフタレート膜などで、細胞スフェロイドを包み、高濃度の栄養素を維持する環境下に保つ。それらは開閉が容易であり、細胞スフェロイドを実験のために取り出すことができるが、その間もバイオリアクターは100％の湿度を維持することができる。この湿度は、細胞増殖および機能を良好に保つために重要である。バイオリアクターは、3次元の各方向に細胞増殖を等しく確実にするために回転するより大きな装置に組み込まれている。MC2 Biotek社は、細胞培養内で高い酸素レベルを維持するためにガス交換をするバイオリアクターを開発した。これは、より高い酸素濃度で細胞を培養でき、正常な細胞呼吸が可能であり、以前のバイオリアクターよりも改善されている。

## マイクロ流体力学
人体を構成する細胞は、栄養素、ガス交換が必要で、そのために血管が必要である。同様に、in vitroでの三次元細胞培養は、液体の循環を必要とし、特に高密度の三次元の培養では、細胞がかたまっているため、内部まで栄養素が充分に供給されない問題がある。これは特に、肝細胞培養において重要である。肝臓は高度に血管がはりめぐらされた臓器である。ある研究では、肝細胞と血管細胞を一緒に培養し、静的および流動的な培養液中で細胞の増殖を比較し、毛細血管のネットワークをもつ組織の必要性を示した。

## 薬理学および毒物学
三次元的な細胞培養の主な目的は、創薬の前臨床試験である。毒物学研究で、薬物化合物の毒性を試験するのに、三次元細胞培養での実験が、生体を使った実験と同程度であることを示す研究もある。アセトアミノフェン、アミオダロン、ジクロフェナク、メトホルミン、フェンホルミンおよびバルプロ酸の6つの一般的な薬物のLD50値を比較すると、3次元スフェロイドでの実験値は生体を使った実験値と、直接的に相関していた。二次元細胞培養は以前にin vivo試験と一緒に毒性試験に使用されてきたが、三次元スフェロイドは寿命が長いため慢性暴露毒性試験に優れている。3次元スフェロイドのマトリックスは、細胞にアクチンフィラメントを維持させ、細胞骨格の組織化や細胞の極性、ヒト細胞の形状に影響をあたえる。三次元的に配置された培養細胞は、動物実験の利用を減らし、より正確にヒトの生体内の組織に類似する実験のモデルを提供する。

## 批判
いずれの三次元的な培養法も、薬物開発プロセスにおいて、二次元的な培養にとってかわっているわけではない。既存の三次元的な培養法は、スケーラビリティ、再現性、感度、ハイスループットスクリーニング（HTS）機器との互換性において制限がある。細胞を用いるハイスループットスクリーニングは、細胞生存率、細胞-細胞相互作用、細胞-マトリックス相互作用、細胞移動などへの、薬物の影響を迅速に決定するが、現在利用可能なアッセイは、三次元細胞培養に最適化されていない。三次元細胞培養が直面する別の課題としは、in vitroの三次元環境での薬物相互作用、細胞分化、および細胞シグナル伝達について、in vivoでの薬物応答との結果の相関に関しての発表されている実験結果が多くないことである。三次元細胞培養を用いた研究の数は急速に増加しているが、現在の生化学的な特性の知見が限られているため、新しいこの方法の採用が促進されるために必要な信頼性が低い。これらの課題が満たされるに従い、三次元細胞培養が日常的なツールとして採用されていくだろう。
また、スフェロイドを使って薬剤の効果を確かめる場合、スフェロイド中に可溶性の分子の濃度勾配ができるが、いくつかの試みはあるものの、その複雑な勾配の中での細胞の挙動を識別するのは困難である。